# Kobogo (Bondigui)
Pour les articles homonymes, voir Kobogo.
Kobogo est un village du département et la commune rurale de Bondigui, situé dans la province de la Bougouriba et la région du Sud-Ouest au Burkina Faso.

## Géographie

### Démographie
- En 1996, le village comptait 402 habitants recensés[1].
- En 2006, le village comptait 210 habitants recensés, dont 50 % de femmes[2].